# Programa Soyuz

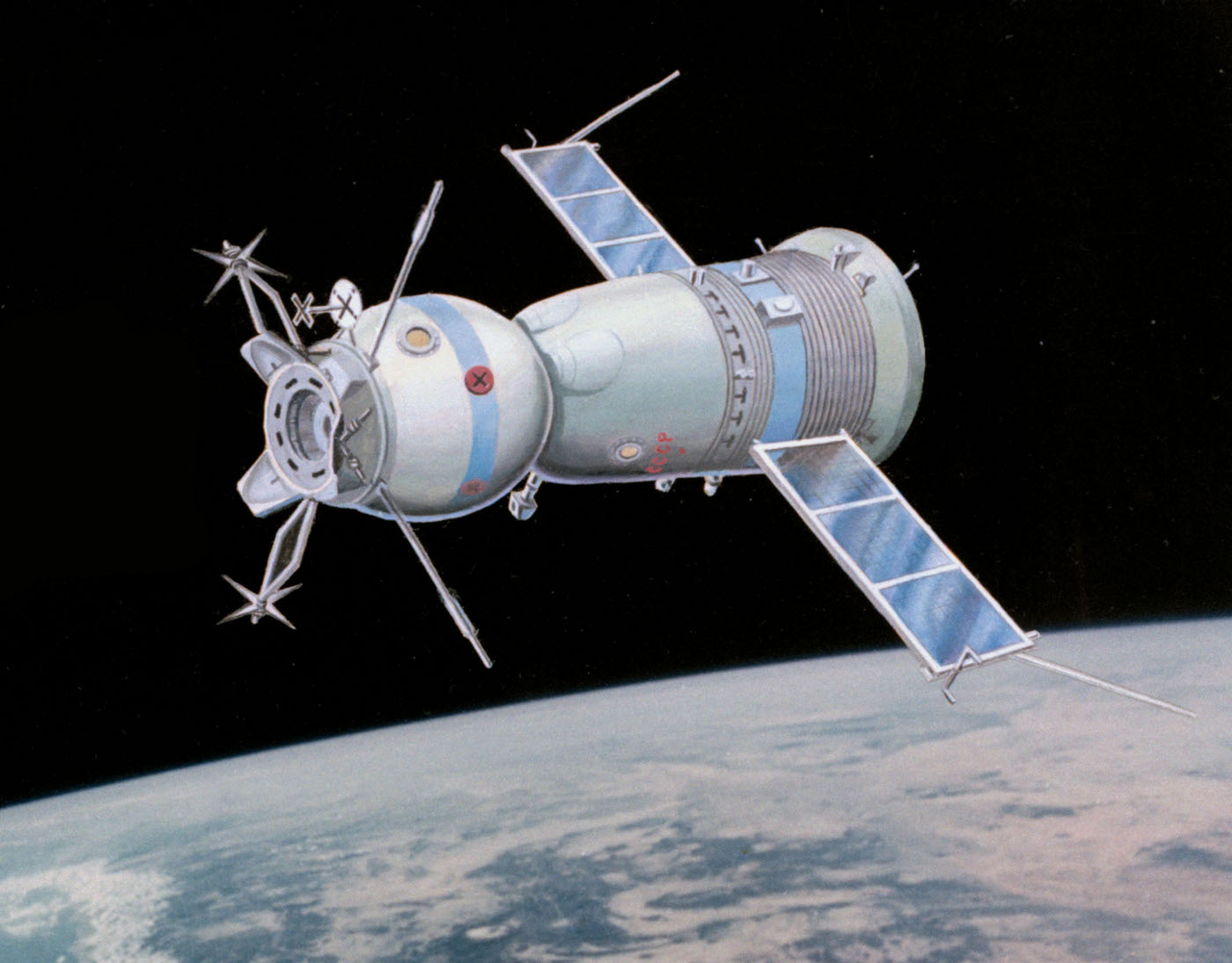
Impresión del artista de la nave Soyuz 19 del proyecto de pruebas Apolo-Soyuz.

El Programa Soyuz (en ruso: Программа Союз) es un programa de vuelo espacial tripulado que fue iniciado por la Unión Soviética a principios de los años 1960, originalmente parte de un proyecto de alunizaje destinado a poner un cosmonauta soviético en la Luna. Era el tercer programa soviético del vuelo espacial tripulado después del programa Vostok y el programa Vosjod.
El programa consiste en la nave espacial Soyuz y el cohete Soyuz y ahora es responsabilidad de la Roscosmos. Desde el retiro del transbordador espacial en 2011, todos los vuelos espaciales tripulados hacia y desde la EEI se han realizado con la nave Soyuz hasta mayo de 2020 momento en que esta situación cambio con el primer lanzamiento de la nave estadounidense Crew Dragon en su misión Crew Dragon Demo-2 y se espera que en un futuro también la nave CST-100 Starliner.

## Nave espacial Soyuz
El diseño básico de la nave Soyuz fue la base de muchos proyectos, muchos de los cuales nunca salieron a la luz. Su forma más temprana estaba destinada a viajar a la luna sin emplear un refuerzo enorme como el Saturno V o el N-1 soviético, acoplando repetidamente los tramos superiores que habían sido puestos en órbita usando el mismo cohete que el Soyuz. Este y los diseños civiles iniciales se hicieron bajo el Jefe de Diseño Soviético Sergei Pavlovich Korolev, que no vivió para ver despegar la nave. Varios derivados militares tuvieron precedencia en el proceso de diseño soviético, aunque nunca llegaron a pasar.
Una nave espacial Soyuz consta de tres partes (de adelante hacia atrás):
- Un módulo orbital esferoide
- Un pequeño módulo aerodinámico de reentrada
- Un módulo de servicio cilíndrico con paneles solares adjuntos

Existen varias variantes de la nave Soyuz, entre ellas:
- Soyuz-A 7K-9K-11K complejo propuesta circumlunar (1963)
  - Soyuz 7K concepto de nave espacial
  - Propulsor propuesto por Soyuz 9K
  -  Soyuz 11K propuesto cisterna de combustible
- Soyuz 7K-OK (1967-1970)
  - Soyuz 7K-L1 Zond (1967-1970)
  -  Soyuz 7K-L3 LOK (1971-1972)
- Soyuz 7K-OKS (1971)
- Soyuz 7K-T o "ferry" (1973-1981)
  - Soyuz 7K-T / A9 (1974-1978)
  - 7K - MF6 (1976)

Soyuz 7K-TM (1974-1976)
- Soyuz T (1976-1986)
- Soyuz-TM (1986-2003)
- Soyuz TMA (2003-2012)
- Soyuz-ACTS (2006)
- Soyuz TMA-M (2010-2016)
- Soyuz MS (desde 2016)
- Soyuz Militar  (P, PPK, R, 7K-VI Zvezda y OIS)
  - Soyuz P interceptador de satélite tripulado propuesta (1962)
  - Soyuz R Propuesta para realizar operaciones de inteligencia desde el espacio (1962)
    - Soyuz 7K-TK (1966)
- Soyuz PPK versión revisada de Soyuz P (1964)
- Soyuz 7K-VI Propuesta de la estación espacial Zvezda (1964)
- Soyuz OIS (1967)
  - Propuesta de la estación espacial Soyuz OB-VI (1967)
  - Propuesta de transporte militar Soyuz 7K-S (1974)
  -  Soyuz 7K-ST concepto para Soyuz T y TM (1974)

## Galería

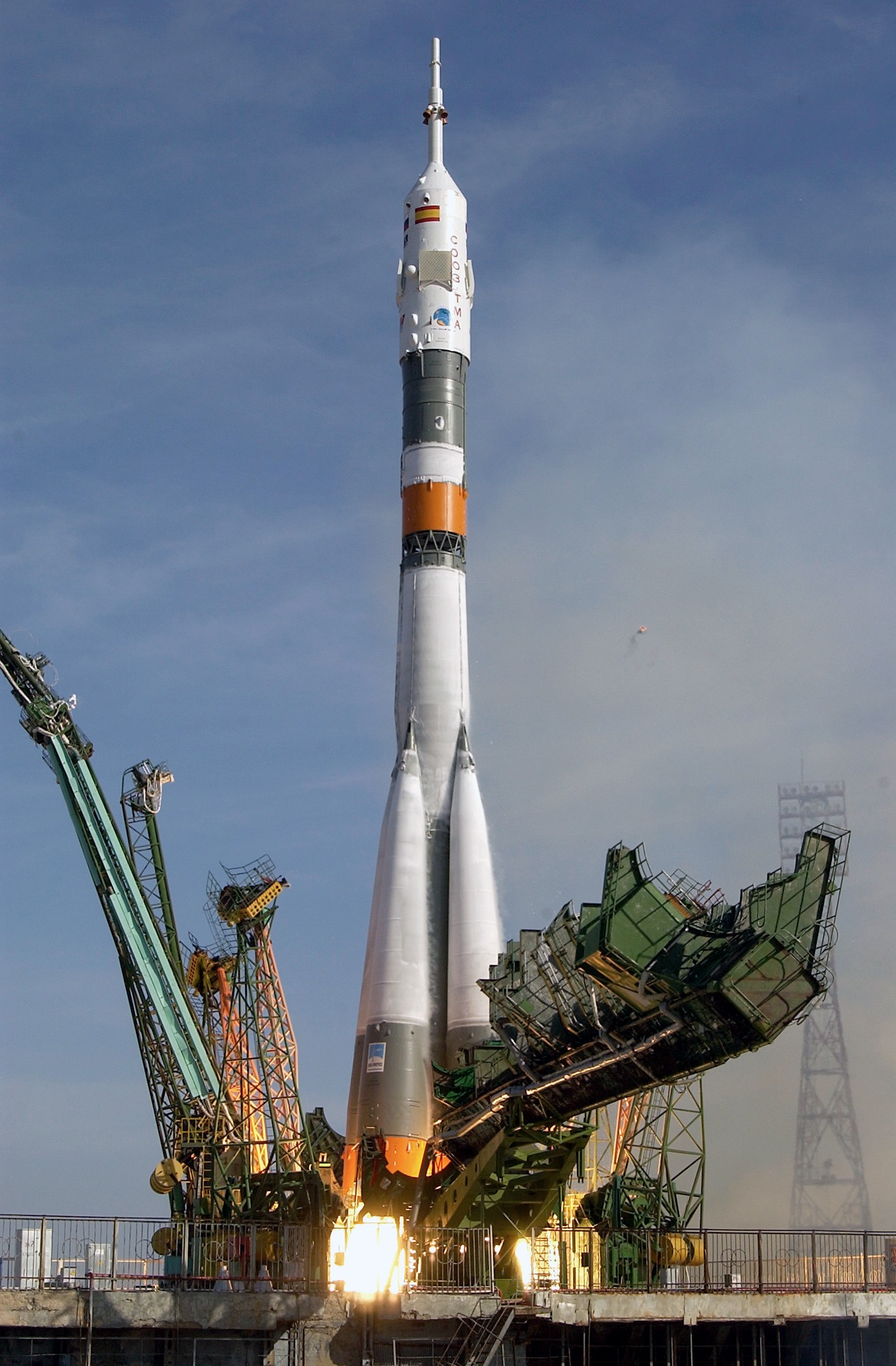
Lanzamiento de Soyuz TMA-3
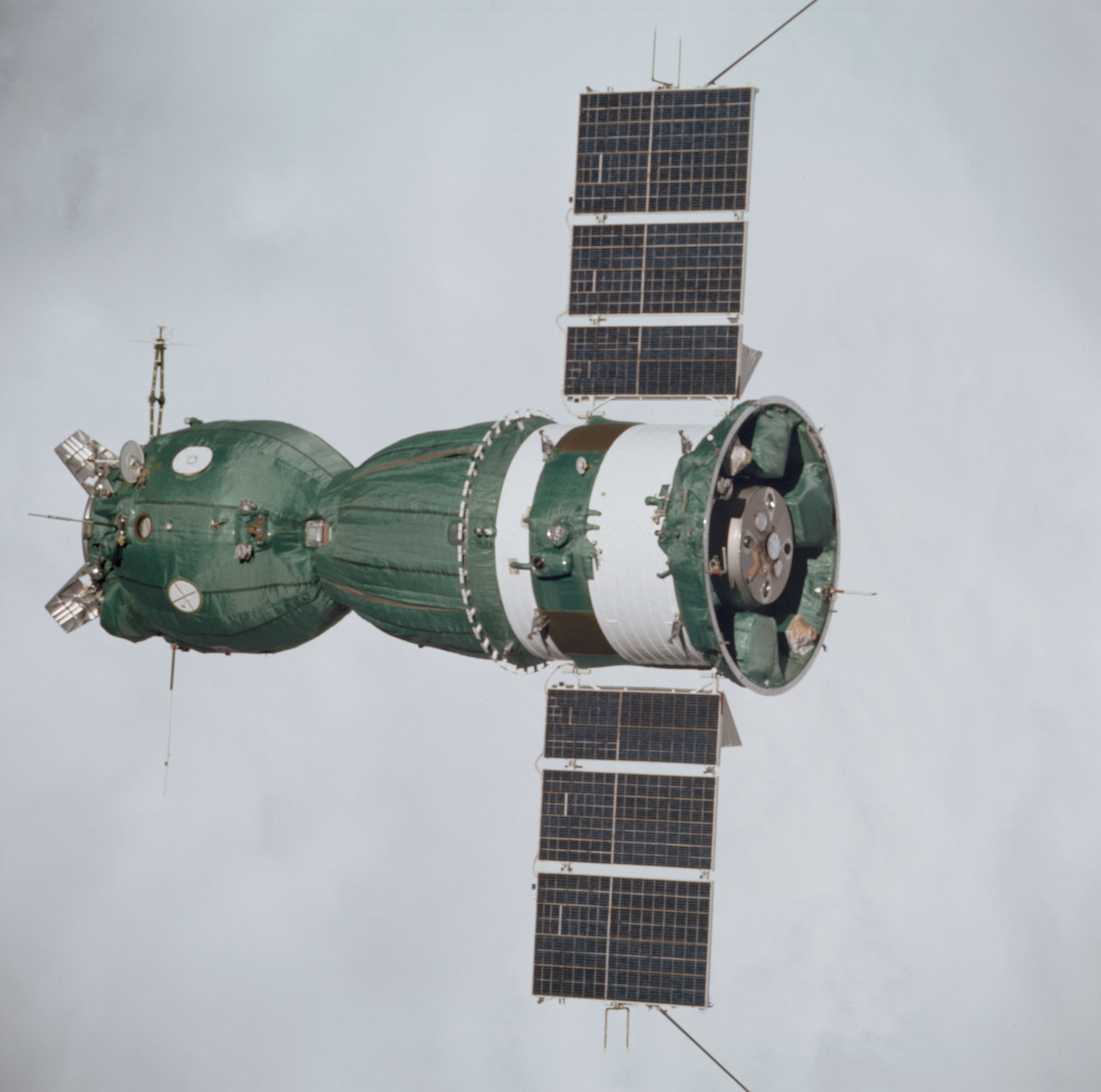
Soyuz 19 como se ve desde la nave espacial Apolo durante la misión de Apolo-Soyuz Test Project ASTP julio de 1975
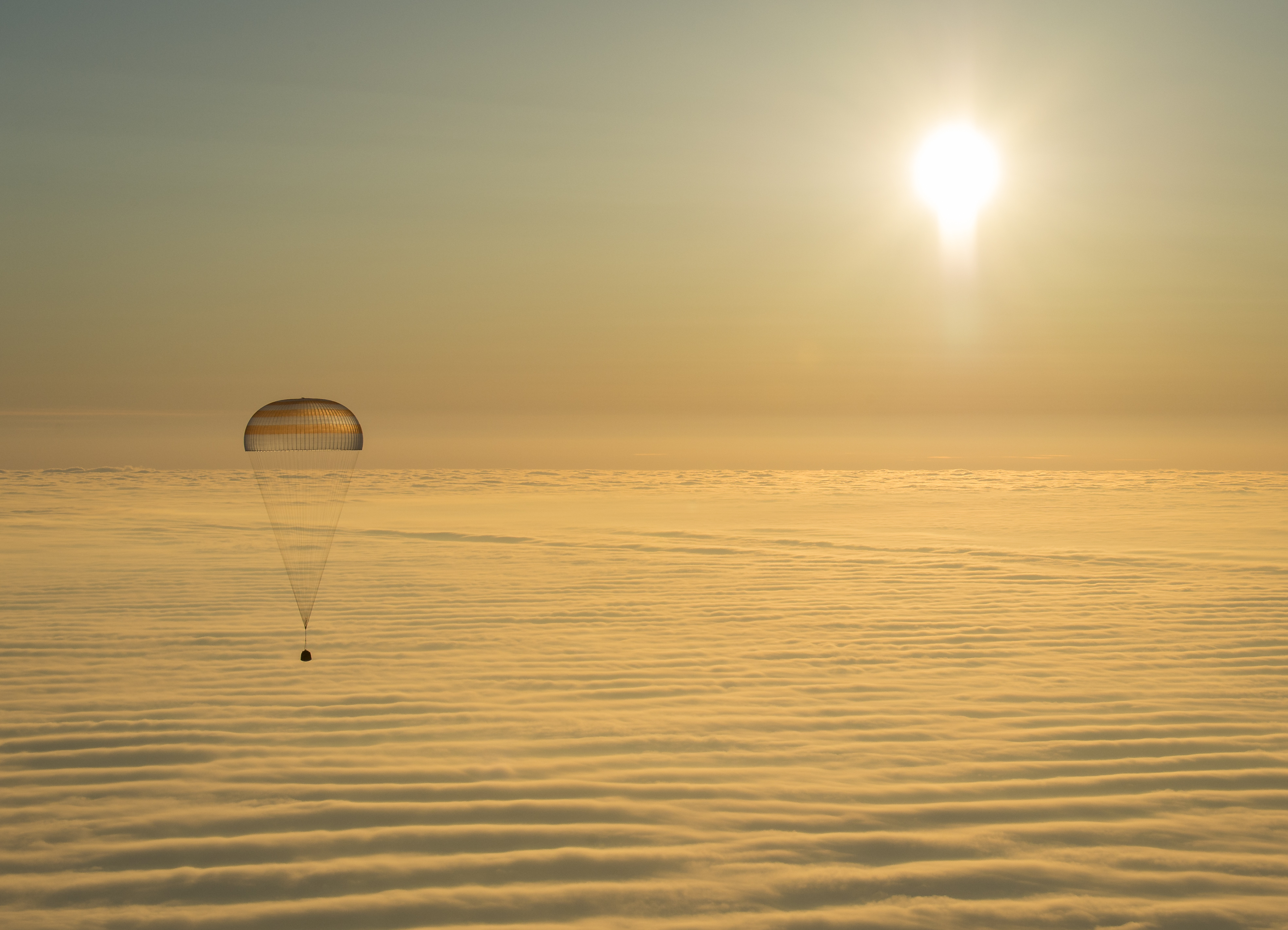
Soyuz TMA-14M aterrizaje
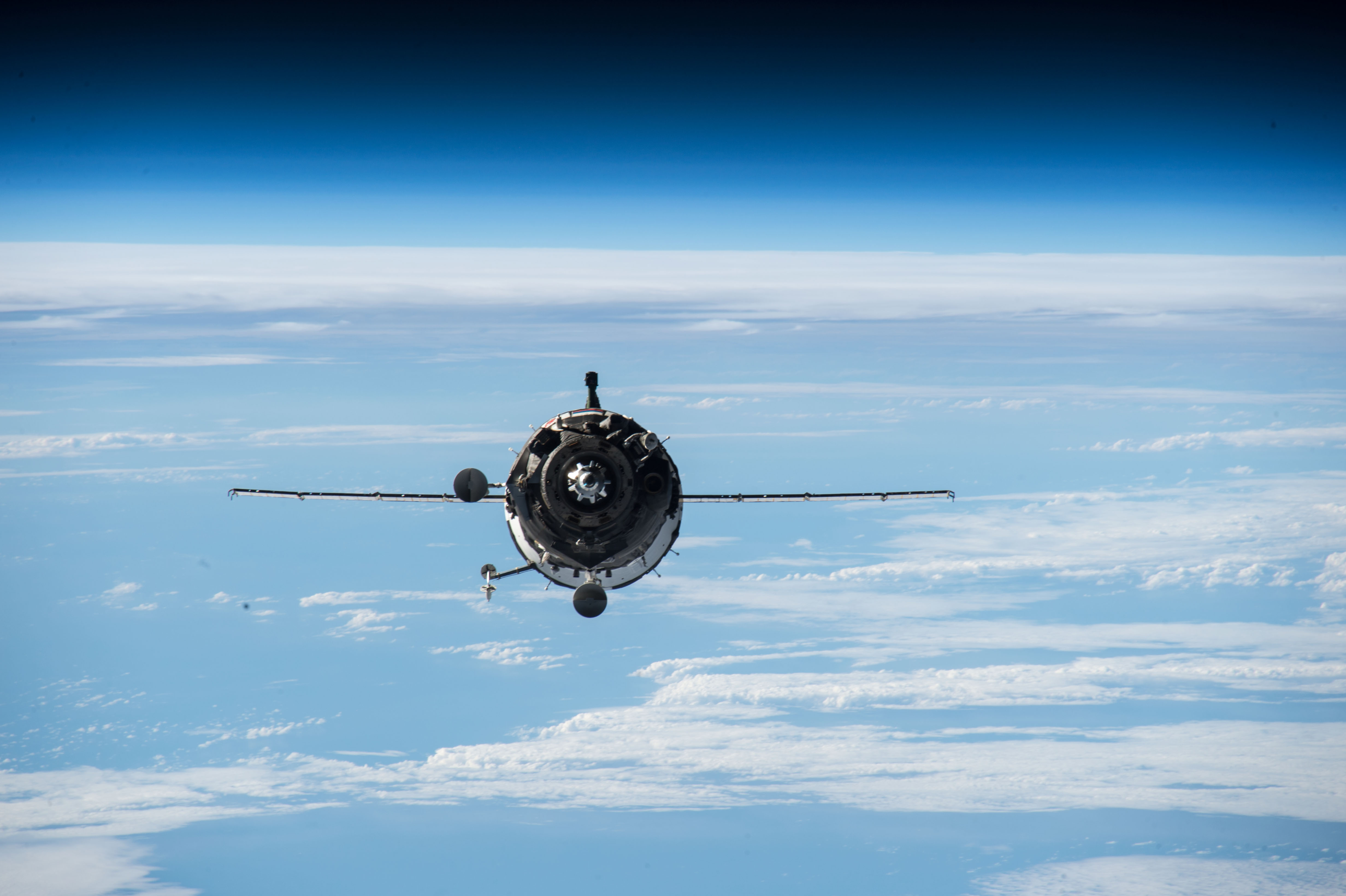
Soyuz TMA-16M se acerca a la ISS